# Paolo Conte Bonin
Paolo Conte Bonin (Thiene, 9 de febrero de 2002) es un deportista italiano que compite en natación.
Participó en los Juegos Olímpicos de París 2024, obteniendo una medalla de bronce en la prueba de 4 × 100 m libre.
Ganó una medalla de plata en el Campeonato Mundial de Natación de 2024 y dos medallas en el Campeonato Mundial de Natación en Piscina Corta de 2022.

## Palmarés internacional
| Juegos Olímpicos                    | Juegos Olímpicos      | Juegos Olímpicos  | Juegos Olímpicos |
| Año                                 | Lugar                 | Medalla           | Prueba           |
| ----------------------------------- | --------------------- | ----------------- | ---------------- |
| 2024                                | París (Francia)       | Medalla de bronce | 4 × 100 m libre  |
| Campeonato Mundial                  |                       |                   |                  |
| Año                                 | Lugar                 | Medalla           | Prueba           |
| 2024                                | Doha (Catar)          | Medalla de plata  | 4 × 100 m libre  |
| Campeonato Mundial en Piscina Corta |                       |                   |                  |
| Año                                 | Lugar                 | Medalla           | Prueba           |
| 2022                                | Melbourne (Australia) | Medalla de oro    | 4 × 100 m libre  |
| 2022                                | Melbourne (Australia) | Medalla de bronce | 4 × 200 m libre  |